# Чемпионат Европы по лёгкой атлетике в помещении 1981 — бег на 800 метров (мужчины)
Соревнования по бегу на 800 метров у мужчин на чемпионате Европы по лёгкой атлетике в помещении в Гренобле прошли 21—22 февраля 1981 года во Дворце спорта.
Действующим зимним чемпионом Европы в беге на 800 метров являлся Роже Мийо из Франции.

## Рекорды
До начала соревнований действующими были следующие рекорды в помещении.
| Высшее мировое достижение        | Себастьян Коу (Великобритания) | 1.46,0  | Косфорд, Великобритания | 11 февраля 1981 |
| Рекорд Европы                    | Себастьян Коу (Великобритания) | 1.46,0  | Косфорд, Великобритания | 11 февраля 1981 |
| Рекорд чемпионатов Европы        | Себастьян Коу (Великобритания) | 1.46,54 | Сан-Себастьян, Испания  | 13 марта 1977   |
| Лучший результат сезона в мире   | Себастьян Коу (Великобритания) | 1.46,0  | Косфорд, Великобритания | 11 февраля 1981 |
| Лучший результат сезона в Европе | Себастьян Коу (Великобритания) | 1.46,0  | Косфорд, Великобритания | 11 февраля 1981 |

## Расписание
| Дата            | Раунд соревнований     |
| --------------- | ---------------------- |
| 21 февраля 1981 | Предварительные забеги |
| 22 февраля 1981 | Финал                  |

Время местное (UTC+2)

## Медалисты
| Золото                | Серебро                | Бронза               |
| Херберт Вурстхорн ФРГ | Андраш Пароцаи Венгрия | Антонио Паес Испания |

## Результаты
Обозначения: Q — Автоматическая квалификация | q — Квалификация по показанному результату | WB — Высшее мировое достижение | ER — Рекорд Европы | CR — Рекорд чемпионатов Европы | NR — Национальный рекорд | WL — Лучший результат сезона в мире | EL — Лучший результат сезона в Европе | PB — Личный рекорд | SB — Лучший результат в сезоне | DNS — Не стартовал | DNF — Не финишировал | DQ — Дисквалифицирован

### Предварительные забеги
Квалификация: первые 2 спортсмена в каждом забеге (Q) плюс 2 лучших по времени (q) проходили в финал.

На старт в 2 забегах вышли 11 легкоатлетов.
| Место | Атлет             | Гражданство    | Забег | Результат | Примечания |
| ----- | ----------------- | -------------- | ----- | --------- | ---------- |
| 1     | Андраш Пароцаи    | Венгрия        | 2     | 1:47.93   | Q, NR      |
| 2     | Херберт Вурстхорн | ФРГ            | 1     | 1:48.58   | Q, PB      |
| 3     | Томас Вилькинг    | ФРГ            | 2     | 1:48.60   | Q, SB      |
| 4     | Детлеф Вагенкнехт | ГДР            | 2     | 1:48.69   | q          |
| 5     | Антонио Паес      | Испания        | 1     | 1:49.18   | Q, SB      |
| 6     | Андреас Буссе     | ГДР            | 1     | 1:49.45   | q          |
| 7     | Майк Уиттингем    | Великобритания | 2     | 1:49.51   | PB         |
| 8     | Руй Фернандеш     | Португалия     | 2     | 1:49.81   | PB         |
| 9     | Йожеф Берецки     | Венгрия        | 1     | 1:49.98   | PB         |
| 10    | Бинко Колев       | Болгария       | 1     | 1:51.55   |            |
| 11 !  | Андреу Бальбе     | Испания        | 2     | DNF       |            |

### Финал
Финал в беге на 800 метров у мужчин состоялся 22 февраля 1981 года.
| Место | Атлет             | Гражданство | Результат | Примечания |
| ----- | ----------------- | ----------- | --------- | ---------- |
| 1     | Херберт Вурстхорн | ФРГ         | 1:47.70   | PB         |
| 2     | Андраш Пароцаи    | Венгрия     | 1:47.73   | NR         |
| 3     | Антонио Паес      | Испания     | 1:48.31   | SB         |
| 4     | Андреас Буссе     | ГДР         | 1:48.82   |            |
| 5     | Детлеф Вагенкнехт | ГДР         | 1:48.87   |            |
| 6     | Томас Вилькинг    | ФРГ         | 1:49.49   |            |